# Morgane Production
 (mai 2024).
 (avril 2020).
Morgane Production est une société de production audiovisuelle, filiale du groupe français Morgane. 
La société regroupe les activités de production de magazines, de divertissements, de fictions, de documentaires et de captations de spectacles vivants.